# Гантак, Франтишек
Фра́нтишек Га́нтак (чеш. František Hanták; 19 июня 1910, Плана-над-Лужницы — 1990) — чешский гобоист и музыкальный педагог.
Окончил Пражскую консерваторию (1936) по классу Ладислава Скугровского. Ещё студентом в 1932 г. был приглашён Вацлавом Талихом в Чешский филармонический оркестр, в составе которого выступал до 1943 г.; в 1943—1956 гг. в оркестре Пражского радио, затем в оркестре филармонии Брно. Был известен как исполнитель классического репертуара: концертов Моцарта, Гайдна, Генделя, Доменико Чимарозы, Франтишека Крамаржа и др. В области камерной музыки был многолетним участником Чешского нонета, в 1951—1959 гг. участвовал в выступлениях ансамбля старинной музыки Ars rediviva.
В 1946—1979 гг. преподавал в Пражской музыкальной академии. Среди учеников Хантака, в частности, Станислав Духонь.